# Крус, Освалду Гонсалвис

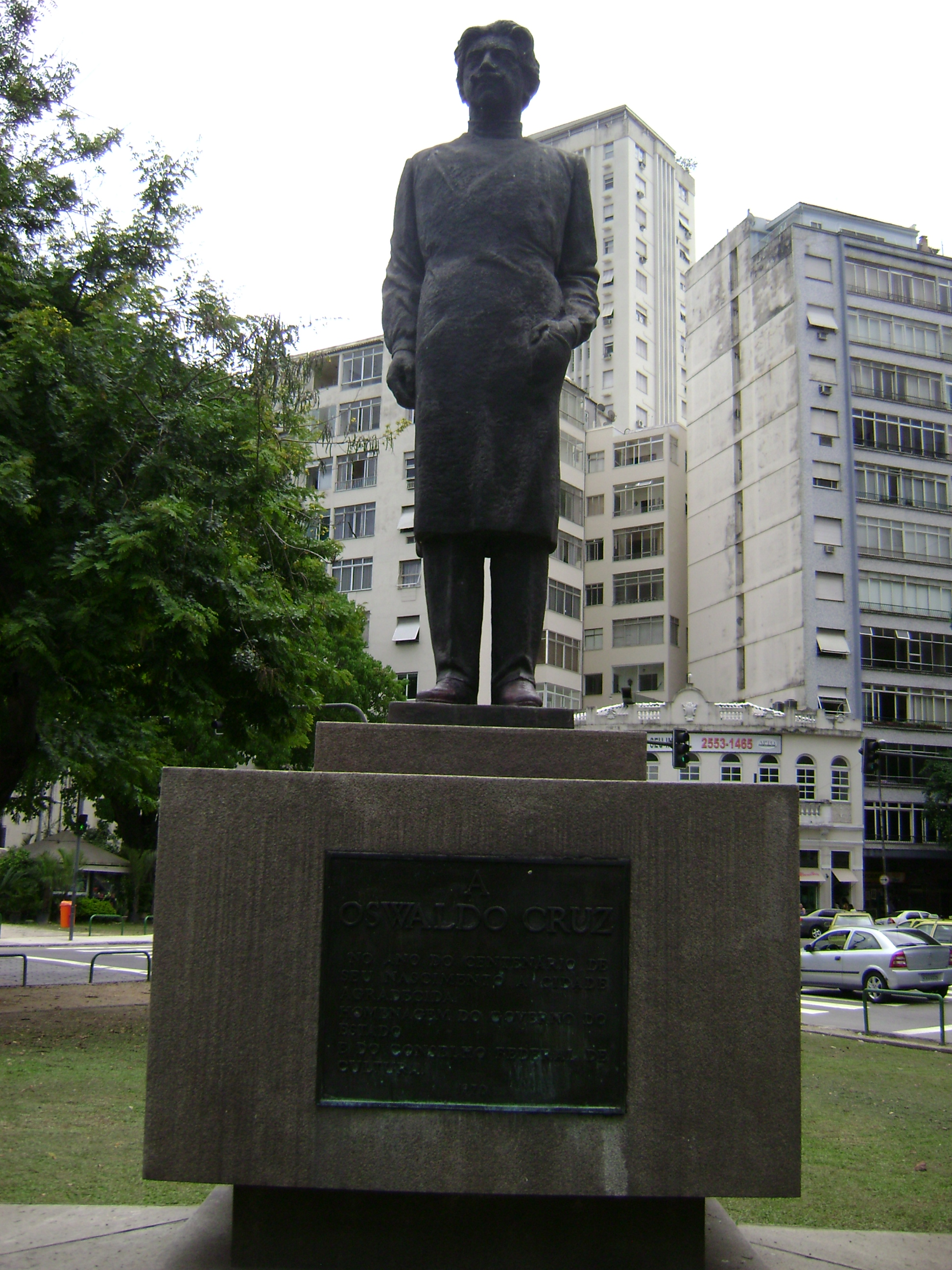
Памятник Освальду Крусу в Рио-де-Жанейро

Освалду Гонсалвис Крус (порт. Oswaldo Gonçalves Cruz; 5 августа 1872, Сан-Луис-ду-Парайтинга, штат Сан-Паулу, Бразильская империя — 11 февраля 1917, Петрополис, Бразилия) — бразильский учёный, бактериолог, эпидемиолог и гигиенист, государственный деятель, министр здравоохранения Бразилии (с 1903), мер Петрополиса (с 1916). Доктор медицины (с 1892). Член Бразильской академии литературы (1912—1917).
Основатель и многолетний руководитель Института Освальдо Круса (эпидемиологического центра) в Рио-де-Жанейро, названного его именем.

## Биография
В детстве со своей семьей переехал в Рио-де-Жанейро. В 15-летнем возрасте поступил на медицинский факультет Федерального университета Рио-де-Жанейро. В 1892 году получил степень доктора медицины, защитив диссертацию о воде как средстве распространения микробов. Вдохновленный работами Луи Пастера, в 1896 году отправился в Париж, где прошёл специализацию в области бактериологии в Институте Пастера, в котором трудились тогда ведущие представители этой отрасли науки того времени.
В дальнейшем опыт, приобретённый им в Институте Пастера, способствовал успешным мерам по искоренению жёлтой лихорадки, бубонной чумы, малярии и оспы широко распространённым в Бразилии, особенно в штате Рио-де-Жанейро.
Инициировал строительство завода по производству сыворотки против болезней в Рио-де-Жанейро. В 1903—1907 годах предложил методы борьбы с комарами, разносчиками заразы, и местами их размножения, окуривания домов и изоляции больных. Прогресс был очень медленным. Из-за сопротивления населения тогда учёному не удалось внедрить широко распространенную вакцинацию против оспы. В 1904 году даже вспыхнули гражданские беспорядки в столице страны («Вакцинное восстание») и обязательная вакцинация, предложенная Крусом, была приостановлена. Однако в 1908 году сильная эпидемия оспы заставила людей массово прибегнуть к вакцинации. Погибло около 9000 человек. О. Крус был оправдан и его заслуга по борьбе с болезнью была признана.
Положил начало экспериментальной медицине и санитарии в Бразилии. Его престиж у международного научного сообщества был неоспорим. В 1907 году по случаю 14-го Международного конгресса по гигиене и демографии в Берлине Крус был награждён золотой медалью в знак признания успехов санитарии в Рио-де-Жанейро. В 1909 году он ушел с поста министра здравоохранения, посвятив себя исключительно эпидемиологического института, названного позже его именем.
Умер в 1917 г. из-за почечной недостаточности.
Его сын Вальтер Крус, шестикратный чемпион Бразилии по шахматам (между 1938 и 1953 годами).

## Память

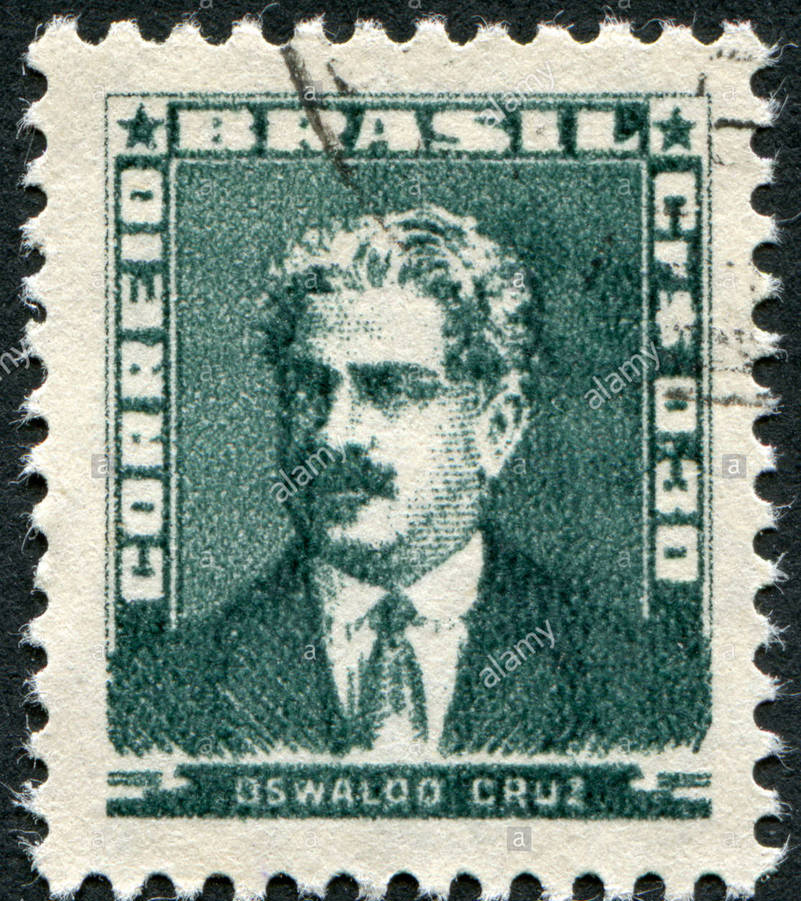
Почтовая марка Бразилии, посвящённая Освальду Крусу. 1954

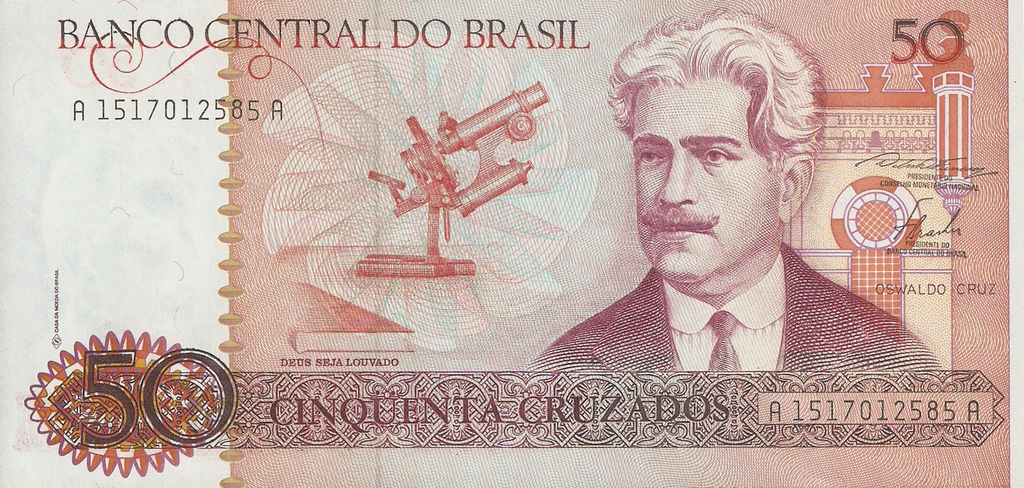
Банкнота в 50 бразильских крузадос

- Освальду Гонсалвису Крусу установлены памятник в Рио-де-Жанейро и бюст в г.Флорианополис.
- В его честь назван район в Рио-де-Жанейро и улица в 16-м округе Парижа.
- Его изображение было помещено на 50 бразильских крузадос (1986).
- Учреждена медаль и фонд его имени.
- Именем О. Круса названо госпитальное судно ВМФ Бразилии.
- Почта Бразилии выпустила марку, посвящённую учёному Крусу (1954).
- В честь своего учителя О. Круса учёный Карлус Шагас назвал открытый им вид одноклеточных организмов из семейства трипаносоматид — Trypanosoma cruzi.